# Clause léonine
En droit, une clause léonine est une clause abusive qui attribue à un cocontractant des droits et des avantages absolument disproportionnés par rapport à ses obligations. Son nom fait référence au comportement dominant et prédateur du lion.

## Étymologie
Le terme « léonin » se réfère au latin « part du lion », la meilleure des parts que l'un des partenaires s'adjuge en s'octroyant tous les avantages, une part qui n'est pas conforme à l'équité. Le terme fait allusion à diverses fables latines où le lion, après s'être associé avec d'autres animaux, se réserve l'intégralité du butin ; notamment, une fable de Phèdre reprise par La Fontaine : La Génisse, la Chèvre, et la Brebis, en société avec le Lion.

## Droit des sociétés
En droit des sociétés français, deux clauses, qualifiées de léonines, sont réputées non écrites si elles figurent dans le contrat de société (ce qui signifie qu'elles ne produisent aucun effet) : l’affranchissement d’un associé de toute participation aux dettes, et la suppression totale du droit aux bénéfices d’un associé,,.
Jusqu’à 2013, la jurisprudence n’a établi aucune autre clause léonine en droit français des sociétés.
Ainsi la seule limite à la liberté d'aménager la vocation aux résultats des associés est exprimée par l'article 1844-1 alinéa 2 qui répute non écrite toute clause, dite léonine, attribuant à un associé la totalité du profit procuré par la société ou l'exonérant de la totalité des pertes.
Est ainsi jugée léonine la clause au terme de laquelle un associé de société en nom collectif a abandonné tous les bénéfices correspondant à sa part dans le capital social moyennant le versement par les autres associés d'une redevance forfaitaire.
Depuis le début des années 1980, l'essentiel du contentieux occasionné par l'article 1844-1 alinéa 2 du Code civil trouve sa source dans des promesses d'achat ou de cession de droits sociaux.
La question qui se pose est de savoir si une promesse d'achat ou de cession ne peut pas avoir une influence sur la vocation du promettant ou du bénéficiaire aux bénéfices et aux pertes, notamment si cette garantie contre les pertes est accordée par la société ou un co-associé.
De la même manière, en présence d'une cession de droits sociaux moyennant un prix fixé ab initio. Dans ce cas, les bénéfices réalisés par la société risquent d'échapper à l'associé promettant, sauf à ce qu'il les appréhende à l'occasion d'une distribution de dividendes. Si bénéfices il y a et qu'ils sont mis en réserve, l'associé promettant est alors totalement exclu du profit.
La Cour de cassation a infléchi cette analyse à l'appel de la doctrine en faisant échapper à la prohibition des clauses léonines les conventions, même entre associés, dont l'objet n'est autre, sauf fraude, que d'assurer, moyennant un prix librement consenti, la cession des droits sociaux.
Ensuite, la Cour de cassation a même poursuivi ce mouvement en faisant échapper à la prohibition des clauses léonines les conventions de portage, pourtant conçues pour mettre le porteur à l'abri de tout risque de pertes en lui garantissant le rachat des titres qu'il porte à un prix minimum garanti augmentée de sa rémunération.
Ainsi, dès lors que la cession initiale est complétée par des promesses croisées de rachat et de vente des actions libellées en des termes identiques moyennant un prix librement débattu, une telle convention est pure au regard de la prohibition des clauses léonines.
Enfin, toujours sur cette lancée, concernant les promesses de rachat action, la Cour de cassation est venue protéger le bénéficiaire qui est «avant tout un bailleur de fonds» ou qui «reste soumis au risque de dépréciation ou de disparition des actions», par exemple en «ne pouvant la lever qu'à l'expiration d'un certain délai et pendant un temps limité».